# Litet skäggräs
Litet skäggräs (Polypogon maritimus) är en gräsart som beskrevs av Carl Ludwig von Willdenow. Litet skäggräs ingår i släktet skäggrässläktet, och familjen gräs. Inga underarter finns listade i Catalogue of Life.